# Mónica Regonesi
Mónica Regonesi, född 27 april 1961, är en chilensk friidrottare. Hon deltog vid olympiska sommarspelen 1984.